# Râul Valea Sunătoarelor
Râul Valea Sunătoarelor este un afluent al râului Breboia. 

## Hărți
- Harta județului Maramureș
- Harta Munții Gutâi  Arhivat în 4 martie 2016, la Wayback Machine.